# Basil Rathbone
Philip St. John Basil Rathbone (13. června 1892 Johannesburg – 21. července 1967 New York) byl anglický herec. Ve Velké Británii se proslavil jako shakespearovský divadelní herec a poté se objevil ve více než 70 filmech, především kostýmních dramatech, historických dobrodružných filmech a občas i hororech.
Rathbone často zobrazoval uhlazené darebáky nebo morálně nejednoznačné postavy, jako například pana Murdstona ve filmu David Copperfield (1935) a sira Guye z Gisbourne ve filmu Dobrodružství Robina Hooda (1938). Jeho nejslavnější rolí byla postava Sherlocka Holmese ve čtrnácti hollywoodských filmech natočených v letech 1939 až 1946 a v rozhlasovém seriálu. Později hrál role na Broadwayi a vystupoval i v televizních inscenacích. V roce 1948 získal cenu Tony jako nejlepší herec představení. Byl také nominován na dva Oscary a byl oceněn třemi hvězdami na hollywoodském chodníku slávy.